# Uomini d'amianto contro l'inferno
Uomini d'amianto contro l'inferno (Hellfighters) è un film d'avventura statunitense prodotto nel 1968, interpretato da John Wayne e diretto da Andrew V. McLaglen.

## Trama
Un gruppo di tecnici specializzati nello spegnimento di incendi di pozzi petroliferi (gli Hellfighters del titolo originale) capeggiato dal maturo ma ancora valido capo della società antincendio, spengono incendi in tutto il mondo. Quando Buckman, il migliore tra i tecnici, decide di uscire dal gruppo operativo e occuparsi solamente di rapporti economici, il genero Parker prende in mano le operazioni antincendio.
Buckman torna però nel gruppo operativo per risolvere una difficile operazione: spegnere cinque pozzi contigui in Venezuela, in una zona peraltro colpita da ripetuti attacchi dei ribelli. L'operazione riesce tra non poche difficoltà e Buckman si risposa con l'ancora amata ex moglie.